# 披针叶蟹甲草
披针叶蟹甲草（学名：Parasenecio lancifolius）为菊科蟹甲草属的植物。其种加词“lancifolius”意为“披针叶的”。中国特有植物。分布在中国大陆的湖北、四川等地，生长于海拔1,300米至2,100米的地区，多生于灌丛中、山坡林下或草地潮湿处，目前尚未由人工引种栽培。

## 别名
披针叶山尖子（湖北植物大全）

## 异名
- Cacalia hastata subsp. lancifolia (Franch.) H.Koyama
- Cacalia hastata var. lancifolia (Franch.) Koyama, 1960
- Senecio sagittatus var. lancifolia Franch.